# ʿAbd Allāh ibn Jaʿfar
ʿAbd Allāh ibn Jaʿfar b. Abī Ṭālib - in arabo عبد الله بن جعفر بن أبي طالب‎? - (Abissinia, 615 circa – Medina, 699) era il nipote del profeta Maometto.
Figlio di Ja'far ibn Abi Talib, l'amato cugino del profeta Maometto, e nipote quindi di ʿAlī b. Abī Ṭālib, quarto califfo "ortodosso" e primo Imam dello Sciismo.
Figlio di uno dei primi convertiti che aveva preso parte alla "Piccola Egira" in Abissinia, ʿAbd Allāh nacque forse proprio nel paese africano che aveva concesso asilo ai primi musulmani.
Chiese più tardi in sposa sua cugina Zaynab, figlia di ʿAlī, che gliela concesse volentieri, in base al principio che il matrimonio tra cugini era e resta ancor oggi "preferenziale".
ʿAbd Allāh partecipò a tutte le battaglie combattute dallo zio ʿAlī nelle sue attività belliche e quando questi si trasferì a Kufa, sia Zaynab sia ʿAbd Allāh lo accompagnarono nella città mesopotamica.
Da Zaynab, ʿAbd Allāh ebbe quattro figli maschi:
- ʿAlī b. ʿAbd Allāh
- Muhammad b. ʿAbd Allāh - ucciso a Kerbalāʾ.
- ʿAwn b. ʿAbd Allāh - ucciso a Kerbalāʾ.
- ʿAbbās b. ʿAbd Allāh

e due figlie, di nome Umm Kulthum.
ʿAbd Allāh, che era fratello per parte di madre di Muhammad ibn Abi Bakr (pesantemente coinvolto nell'assassinio del califfo ʿUthmān b. ʿAffān nel 656), che raccomandò a suo zio perché fosse nominato wali d'Egitto, sconsigliò inutilmente più tardi al-Husayn b. ʿAlī b. Abī Ṭālib di recarsi a Kerbalāʾ.
Morì a Medina nel 699-700 (anno 80 dell'Egira).